# Willow River
Willow River és una població dels Estats Units a l'estat de Minnesota. Segons el cens del 2000 tenia 309 habitants.

## Demografia
Segons el cens del 2000, Willow River tenia 309 habitants, 129 habitatges, i 70 famílies. La densitat de població era de 76 habitants per km².
Dels 129 habitatges en un 31% hi vivien nens de menys de 18 anys, en un 41,1% hi vivien parelles casades, en un 10,1% dones solteres, i en un 45,7% no eren unitats familiars. En el 39,5% dels habitatges hi vivien persones soles el 20,9% de les quals corresponia a persones de 65 anys o més que vivien soles. El nombre mitjà de persones vivint en cada habitatge era de 2,4 i el nombre mitjà de persones que vivien en cada família era de 3,37.
Per edats la població es repartia de la següent manera: un 28,5% tenia menys de 18 anys, un 12% entre 18 i 24, un 24,9% entre 25 i 44, un 19,7% de 45 a 60 i un 14,9% 65 anys o més.
L'edat mediana era de 34 anys. Per cada 100 dones de 18 o més anys hi havia 92,2 homes.
La renda mediana per habitatge era de 25.938 $ i la renda mediana per família de 44.167 $. Els homes tenien una renda mediana de 37.656 $ mentre que les dones 25.417 $. La renda per capita de la població era de 16.620 $. Entorn del 16,1% de les famílies i el 16,9% de la població estaven per davall del llindar de pobresa.

## Poblacions més properes
El següent diagrama mostra les poblacions més properes.